# Lakota (Iowa)
Lakota is een plaats (city) in de Amerikaanse staat Iowa, en valt bestuurlijk gezien onder Kossuth County.

## Demografie
Bij de volkstelling in 2000 werd het aantal inwoners vastgesteld op 255. In 2006 is het aantal inwoners door het United States Census Bureau geschat op 249, een daling van 6 (-2,4%).

## Geografie
Volgens het United States Census Bureau beslaat de plaats een oppervlakte van 0,5 km², geheel bestaande uit land. Lakota ligt op ongeveer 348 m boven zeeniveau.

## Plaatsen in de nabije omgeving
De onderstaande figuur toont nabijgelegen plaatsen in een straal van 16 km rond Lakota.